# Bains de Bellerive
Pour les articles homonymes, voir Bellerive.
Les Bains de Bellerive sont des bains publics au bord du lac Léman, dans la ville vaudoise de Lausanne, en Suisse.

## Historique
À la suite d'un concours d'architecture où le projet notamment de René Bonnard (1935) n'a pas été retenu, les Bains de Bellerive ont été construits entre 1934 et 1937 par l'architecte vaudois Marc Piccard, sur décision de la municipalité socialiste de l'époque avec la collaboration de la Coopérative des ouvriers du bâtiment de Lausanne (COBAL). Cette réalisation doit d'une part permettre de remplacer les bains publics de Vidy, obsolètes, et d'autre part de développer la zone alors encore quasiment en friche.
Les Bains de Bellerive sont inaugurés le samedi 10 juillet 1937 et son premier directeur se nomme Samuel Chevalier. 

## Agrandissement
Les bains de Bellerive sont agrandis dans les années 1960 en vue de l'exposition nationale suisse de 1964 qui ont vu remblayer une partie du lac Léman d'Ouchy à Vidy. Les travaux pour les bains de Bellerive se sont quant à eux achevés en 1966. Pour cette extension, une partie du lac est remblayée, faisant passer la surface de 17 500 m2 à 72 000 m2, et deux nouveaux bassins sont créés. Un bassin destiné aux débutants et aux nageurs moyens d'une surface de 2 400 m2 en forme d'équerre, a été conçu de manière à favoriser l'apprentissage de la natation. C'est ainsi que le niveau d'eau passe de 60 à 90 centimètres dans la petite surface pour atteindre un mètre dans la grande. À l'est de la plage, un autre bassin est construit de 400 m2 pour une profondeur de 40 centimètres, destiné aux tout petits. Quant au bassin olympique et à son plongeoir, construit à l'origine dans les années 30, en saillie sur le lac, il se trouve dorénavant par le phénomène des comblements à quelque 200 mètres de la grève. Ce bassin a en outre subi d'importantes transformations et améliorations. C'est ainsi qu'il bénéficie d'un fond entièrement étanche, la profondeur au niveau des lignes de nage étant ramenée à quelque 2 mètres environ et celle de la fosse à plongeons à 4 mètres 50. En outre, l'eau des trois bassins, qui représente 5 400 m3 est depuis constamment filtrée et purifiée en circuit fermé. L'eau est entièrement régénérée en huit heures. Outre une plus grande surface de gazon, d'autres aménagements sont créés, comme des terrains de basket-ball, de volley-ball et de badminton, ainsi que des emplacements de gymnastique et d'athlétisme. Concernant les vestiaires, une nouvelle aile au bâtiment existant fut construite, faisant passer le nombre de vestiaires et cabines, de 4 200 à 6 200 personnes. 
L'architecte Marc Piccard (né en 1905 et mort en 1989), qui s'est à nouveau chargé des travaux pour l'agrandissement des bains de Bellerive, déclare notamment à la fin des travaux en 1966. « Il y a 110 ans, mon grand-père et son ami Louis Ruchonnet se baignaient en pleine nature à l'emplacement de Bellerive plage. J'avais peut-être 6 ans, lorsque le dimanche matin, j'allais goûter les joies du lac avec mon père et mon frère dans ces bains de la Cour, comme on les appelait. Constructions rudimentaires en bois, où les baigneurs et les baigneuses étaient rigoureusement séparés par une cloison de planches... ». Quant à ceux qui disaient que ces bains seraient trop grands après l'agrandissement, il ajoute « j'ai pensé qu'au contraire ces comblements permettraient de réaliser ce que j'avais esquissé il y a trente ans : un parc dans lequel on puisse se baigner, un parc si grand que la nature domine les constructions indispensables. De fait, les arbres plantés en 1937 sont devenus des géants. Ceux qui l'ont été cette année le deviendront. Derrière eux, le long bâtiment (vestiaire) s'efface de plus en plus. C'est bien ainsi ».

## Travaux de rénovation
En 1990, le Conseil communal de Lausanne accorde 6,7 millions de francs pour des travaux de réfection et de modernisation de la partie datant des années 1930, puis 3,2 autres millions en 2009. Mais c’est entre 2010 et 2015 que la plus grande campagne de travaux a été réalisée pour un montant de 16,6 millions de francs, en particulier pour le chauffage de l'eau des bassins permettant leur utilisation tous les jours durant la période d'ouverture, car il suffisait d’un coup de froid de quelques heures pour que les bassins soient désertés plusieurs jours, le temps que l’eau se réchauffe. Différents travaux et aménagements viendront s'ajouter comme la création de nouvelles pataugeoires, la mise en place d'éléments ludiques, la rénovation du bâtiment 64 et dans une moindre mesure le bâtiment 37, le drainage des pelouses etc. En 2019, un crédit d'un million de francs est demandé pour rénover le bassin « nageurs » et sa fosse de plongeon. 

## Bien culturel d'importance nationale et régionale
Le bâtiment principal des Bains, construit totalement en béton armé, est inscrit comme bien culturel suisse d'importance nationale.

## Événements particuliers
Le 13 septembre 1972 a lieu la finale des Jeux sans frontières aux Bains de Bellerive. La Chaux-de-Fonds qui représente la Suisse remporte le trophée d'or avec 42 points. Città di Castello (Italie) et Venray (Pays-Bas) arrivent ex-aequo avec 38 points et remportent le Trophée d'argent. On trouve ensuite Anglet (France) et Salisbury (Grande-Bretagne) avec 36 points, Westerland (Allemagne) avec 35 points, et Louvain (Belgique) 25 points.

## Description
Les Bains de Bellerive s'étendent sur plus de 70 000 m2 dont 7,5 hectares de pelouse et se composent d'une plage de 350 mètres, d'un bassin olympique et d'un bassin peu profond ainsi que d'une pataugeoire. Plusieurs attractions sont disponibles, parmi lesquelles des plongeoirs (d'une hauteur de 1 m, 3 m, 5 m et 10 m), des aménagements sportifs (beach-volley, basket-ball, ping-pong) ainsi qu'un petit parc aquatique. Les bains sont généralement ouverts de mi-mai à début septembre.

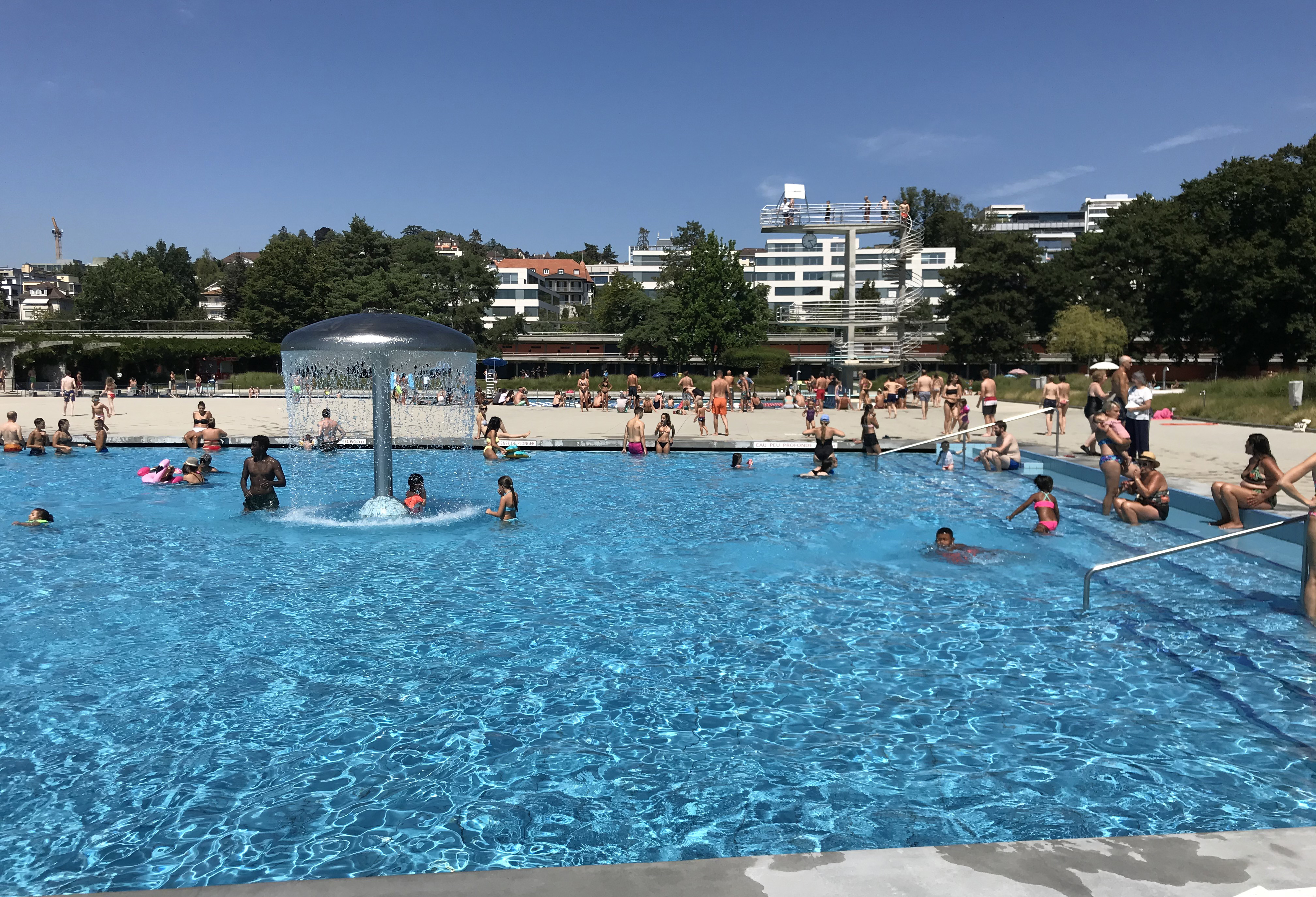
Le bassin de faible profondeur.
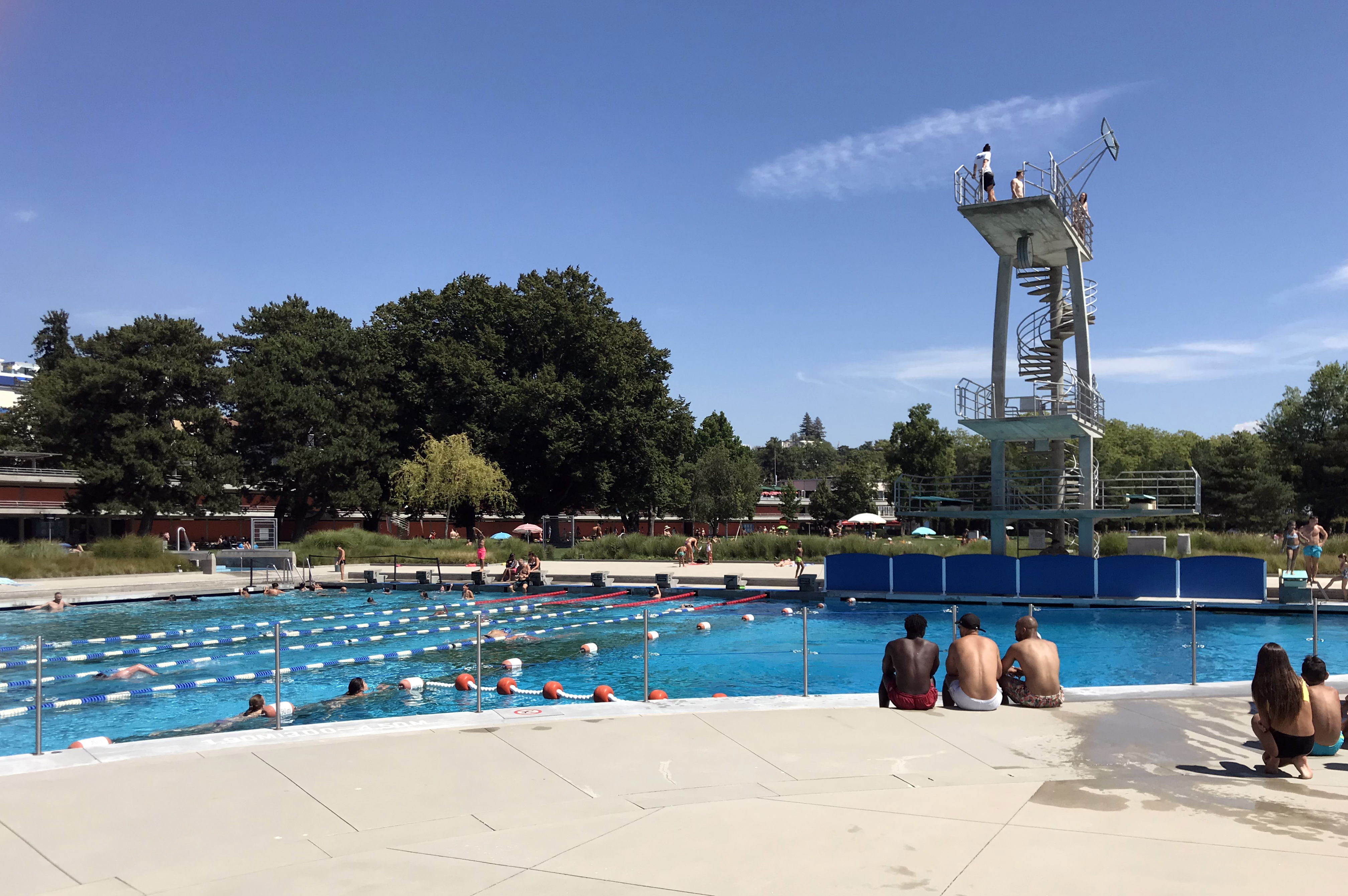
Le bassin olympique et les plongeoirs.